# Pecattiphilie
La pecattiphilie  est une "attirance sexuelle stimulée durant l'agissement d'un acte que quelqu'un pense être un péché".
Cela peut, par exemple, inclure des actes de luxure tels que la fornication ou la sodomie, ou de la violation des sept péchés capitaux en plus de la luxure. 